# Blind Channel
Blind Channel — финская рок-группа, созданная в 2013 году в городе Оулу. Сами музыканты именуют свой жанр Violent Pop, который по их словам является смесью элементов тяжёлого рока, рэпа и электронной поп-музыки. С момента существования Blind Channel выпустили пять полноформатных альбомов.
В феврале 2021 года Blind Channel одержали победу на национальном отборочном конкурсе UMK и официально стали представителями Финляндии на Евровидении-2021 в Роттердаме с композицией «Dark Side», где заняли шестое место.

## История группы

### Образование группы и первые записи (2013-2016)

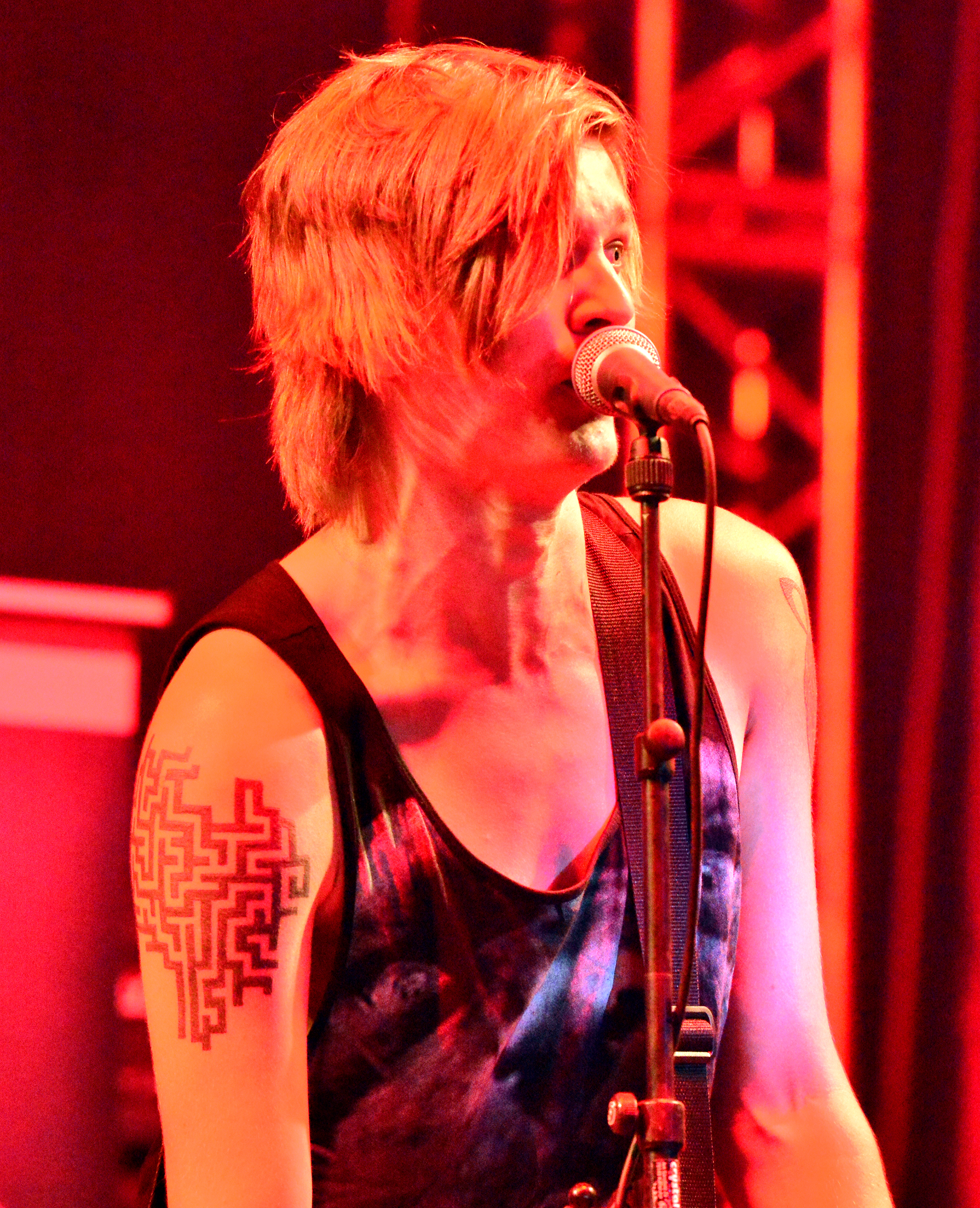
Вокалист и гитарист группы Йоэл Хокка на Wacken Open Air в 2014 году.

Идейным вдохновителем Blind Channel стал Йоэл Хокка, ещё в 2007 году в возрасте четырнадцати лет задавшийся целью создать группу, в которой он мог бы занять место вокалиста. Первым его коллективом, с которого он начал творческую деятельность, стала мелодик дэт-метал/металкор группа Scarm, в которой Хокка занял место гитариста, а также отвечал за сведение музыки и написание песен. Однако Йоэла больше привлекало создание более мягкой по звучанию музыки, поэтому он даже будучи участником Scarm, сначала начал записывать кавер-версии популярных песен, а потом и вовсе задался целью собрать ещё одну группу. Долгое время он не мог найти участников для нового коллектива — на тот момент никто не соглашался играть с Хокка, пока в 2013 году к ней не присоединился гитарист Йоонас Порко, с которым Хокка давно соперничал в музыкальном плане — оба музыканта учились в одном музыкальном колледже Оулу под названием Madetojan Musiikkilukio. Именно благодаря Порко в группу пришли басист Олли Матела и драммер Томми Лалли, с которыми он ранее уже играл в других рок-группах. К группе, ориентированной на такие музыкальные коллективы как Linkin Park и Enter Shikari, присоединился рэп-вокалист Нико Мойланен, с которым они познакомились на одной из вечеринок. Позже именно он дал группе название Blind Channel и выдвинул идею самоназвания музыкального жанра Violent Pop.
Первый сингл и видеоклип под названием «Save Me» вышел 5 сентября 2013 года. Первый концерт Blind Channel дали уже в октябре 2013 года в клубе 45 Special в Оулу. В тот день они должны были выступать на разогреве перед эстонской группой под названием Defrage, но её участники не смогли прибыть на концерт, и тогда Blind Channel стали хедлайнерами шоу. Это дало группе возможность не только показать себя, но и заметить, что их музыка пользуется спросом. Спустя полгода Blind Channel выпустили макси-сингл «Antipode», релиз которого состоялся 21 марта 2013 года. Релиз состоял из двух треков — «Calling Out» и «Naysayers», на первый из которых позже был выпущен видеоклип.

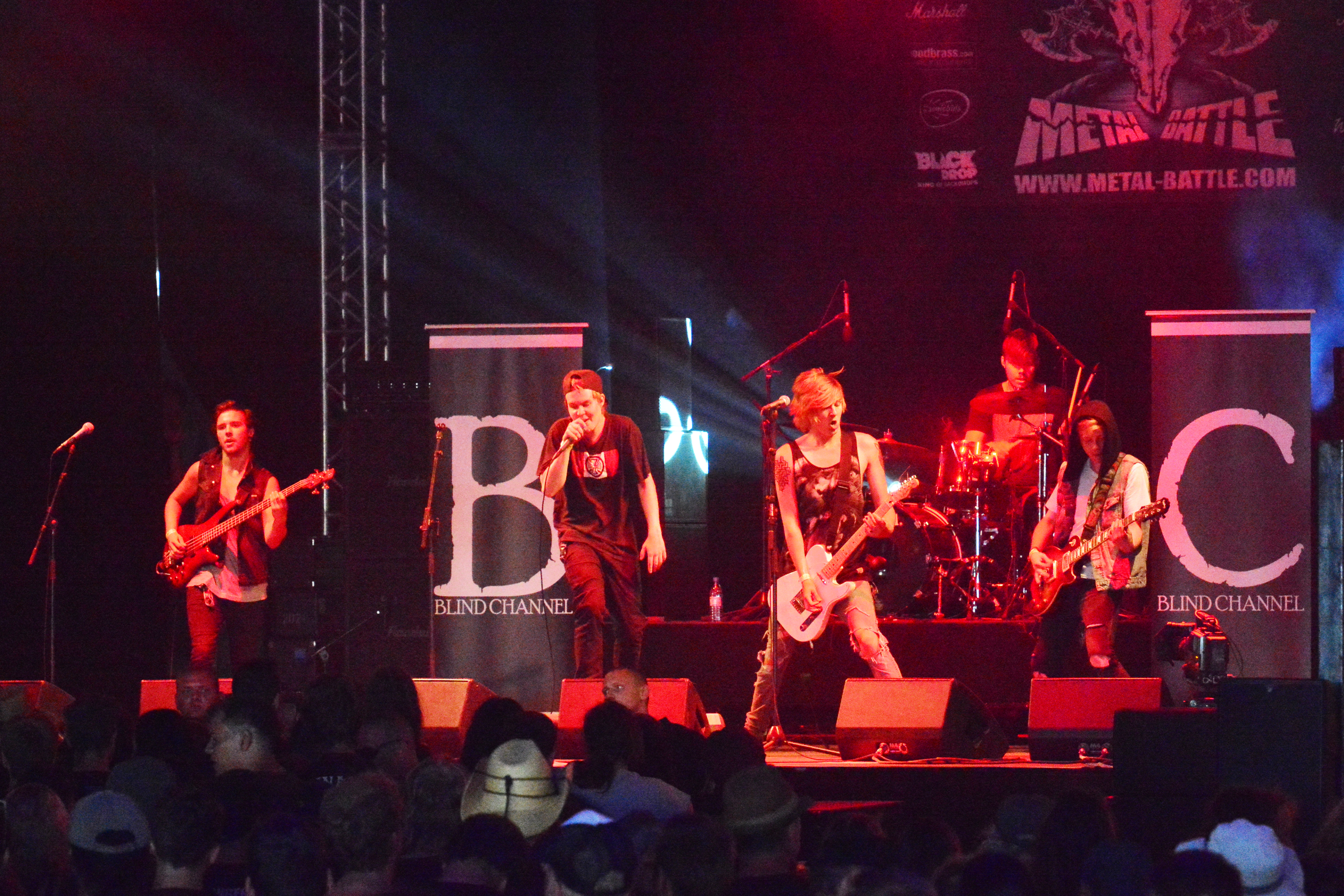
Blind Channel на Wacken Open Air в 2014 году.

В 2014 году Blind Channel приняли участие в конкурсе Wacken Metal Battle — международном конкурсе молодых исполнителей тяжёлой музыки, проводимого под эгидой культового и крупнейшего метал-фестиваля Wacken Open Air. По итогам этого конкурса они попали в финал с тремя другими группами, выиграв право выступать на Wacken Open Air в Германии перед более чем шестью тысячами человек. Поездка в Германию стала первым серьёзным путешествием для участников группы. На тот момент у них ещё не было опыта в выступлениях за рубежом, поэтому, чтобы попасть на фестиваль вовремя, они погрузили оборудование в ту же машину, в которой находились сами, и поехали через Швецию в сторону Германии. Поездка заняла четыре дня и столько же времени обратно, а на сцене фестиваля группа провела около двадцати минут.
В том же году Blind Channel выступили на разогреве у Enter Shikari, на которых ориентировались ещё при создании собственной группы. Позже Blind Channel сыграли на таких крупных фестивалях, как Provinssirock, Ilosaarirock, Qstock & Nummirock. В 2015 году Blind Channel также выиграли крупнейший национальный музыкальный конкурс Stage Haltuun, организованный YleX, крупнейшей национальной радиостанцией Финляндии. Призом этого конкурса стала возможность выступить на фестивале Sziget в Будапеште. Во время этих выступлений группа представила ещё один новый сингл «Unforgiving», выпущенный 12 июля 2015 года, который также был сопровождён видеоклипом. С тех пор данная песня стала своеобразным гимном группы и музыканты пообещали исполнять её на каждом своём концерте.
29 сентября 2015 года Blind Channel выпустили кавер-версию мега-хита Эда Ширана «Don’t». Этот релиз был отмечен не только на родине, средства массовой информации упоминали о нём и за рубежом, а сама песня звучала на нескольких радиостанциях по всему миру. Уже 23 июня того же года Blind Channel представили миру свой первый мини-альбом Foreshadow.
Вскоре после этого Blind Channel подписал контракт с финским лейблом Ranka Kustannus, управляющим которого является Рику Пяяккёнен (Riku Pääkkönen) — основатель Spinefarm Records, ранее работавший с такими знаменитыми финскими рок-группами, как Nightwish, Children Of Bodom и Sonata Arctica.
В октябре 2015 года группа объявила, что перебралась в студию для записи своего дебютного альбома с одним из самых успешных продюсеров Финляндии Йонасом Олссоном, известным своим сотрудничеством с такими артистами, как Amorphis, Poisonblack и Robin. В феврале 2016 года запись была окончена. В конце марта 2016 года группа подписала контракт с международным букинг-агентством Dragon Productions, известным по сотрудничеству с Sonata Arctica, We Butter The Bread With Butter, Finntroll и другими.

### Revolutions (2016-2018)
В конце августа 2016 года Blind Channel озвучили название и трек-лист своей первой полноформатной записи. Дебютный альбом Revolutions, состоящий из 11 песен, вышел, как и было заявлено, 1 октября 2016 года. С него было выпущено четыре сингла — ранее представленный «Unforgiving», «Darker Than Black», «Deja Fu» и «Enemy for Me». Альбом получил положительные отзывы от Soundi (4/5 звезды) и Kaaoszine (9½ / 10).
В июне 2016 года Blind Channel выступили на разогреве у канадской группы Simple Plan, сопровождая их в течение четырёх концертов в Финляндии и во всех странах Балтии. В начале 2017 года Blind Channel также выступали на разогреве у шведской рок-группы Royal Republic, а затем весной в приняли участие в финском туре модерн-метал группы Amaranthe. В начале марта этого же года Blind Channel представили свою кавер-версию песни «Can’t Hold Us» — известного хита Macklemore & Ryan Lewis.

### Blood Brothers (2018-2020)

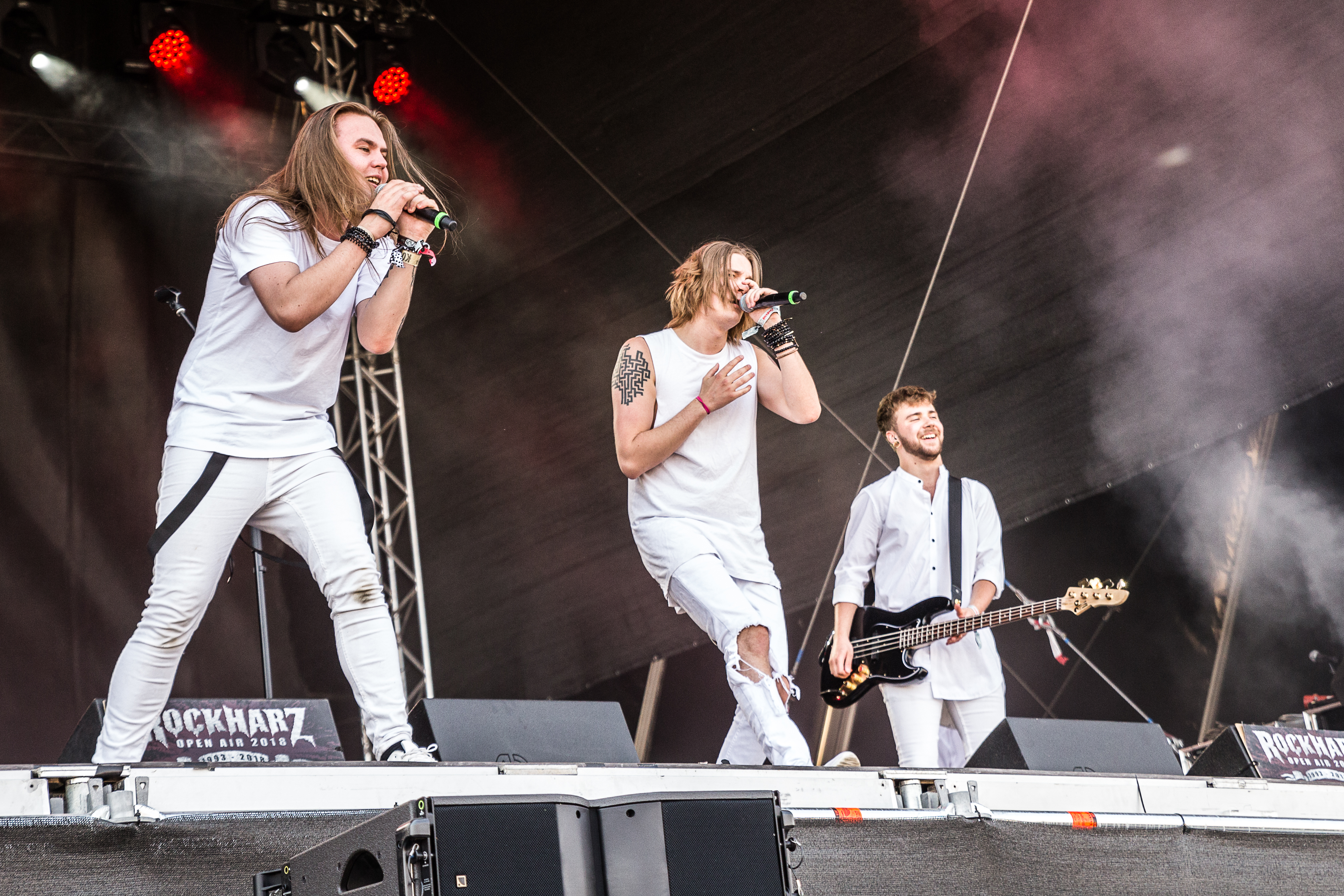
Blind Channel на фестивале Rockharz в сентябре 2018 года

В декабре 2017 года Blind Channel сообщили, что завершили запись второго студийного альбома, которому предшествовали четыре сингла. Первый, «Alone Against All», был выпущен в апреле того же года. Вторым синглом с альбома стал «Sharks Love Blood», выпущенный в конце сентября. Незадолго до релиза альбома Blind Channel также выпустили ещё два сингла с него — «Wolfpack» в январе и «Out of Town» в конце марта 2018 года. Сам альбом Blood Brothers был выпущен в апреле 2018 года и, как и предыдущий, состоял из 11 треков. Musicalypse и Kaaozine оба оценили альбом 9/10. В треклист альбома Blood Brothers была включена песня «Scream», посвящённая Честеру Беннингтону, вокалисту Linkin Park, покончившему жизнь самоубийством в июле 2017 года. Blind Channel объяснили этот поступок тем, что Linkin Park, как и Enter Shikari, являются группами, благодаря которым они сами стали заниматься творчеством. Также Нико Мойланен и Йоэл Хокка представили видеозапись с кавер-версией «Numb» — одного из главных хитов Linkin Park. Официально этот кавер группой выпущен не был. В поддержку альбома Blood Brothers группа организовала тур по Финляндии и дала несколько концертов за рубежом.
После череды выступлений Blind Channel вновь вернулись к сочинительству музыки и представили сингл и видеоклип на песню «Over My Dead Body», выпущенные в ноябре 2018 года.
В феврале 2019 года группа посетила Emma Gaala, финскую музыкальную премию, являющуюся аналогом Grammy. Blind Channel были номинированы в категории «Рок-группа года» благодаря успеху альбома Blood Brothers, но не одержали победу, уступив исполнителю Ю. Карьялайнену.
В 2019 году группа также выпустила две коллаборации, первая из которых «Timebomb» вышла в марте совместно с музыкальным продюсером Алексом Маттсоном, а вторая, под названием «Snake», в записи которой принял участие Хенрик Энглунд (известный как GG6) из Amaranthe, была представлена в июне и сопровождена видеоклипом.

### Violent Pop (2020-2021)
Осенью 2019 года Blind Channel заявили в своём личном профиле в Instagram, что новый альбом, над которым они также работают совместно с Йонасом Олссоном, выйдет в 2020 году. 3 октября 2019 года группа также приняла участие в роли хедлайнера на фестивале Lost In Music в Тампере, выступление на котором в итоге было единственным заявленным осенним концертом. В рамках этого выступления Blind Channel представили сразу две ранее не звучавшие песни с грядущего альбома — треки «Gun» и «Died Enough For You».
21 ноября в интервью на радиостанции Radio Rock Нико Мойланен и Йоэл Хокка сообщили, что третий альбом выйдет в марте 2020 года и будет содержать 11 песен, в число которых войдут уже известные «Over My Dead Body», «Timebomb» (Feat. Alex Mattson), «Snake» (Feat. GG6), «Died Enough For You», а также «Gun», ранее показанная группой на выступлении в рамках фестиваля Lost in Music в Тампере. 22 ноября 2019 года Blind Channel представили новый сингл «Died Enough For You».
3 января 2020 года Blind Channel выпустили пятый сингл с грядущего третьего альбома, получивший название «Fever».
15 января 2020 года Blind Channel представили название альбома, его обложку и трек-лист. Стало известно, что релиз выйдет при поддержке лейблов Out Of Line Music в Германии и Ranka Kustannus по всему миру 6 марта 2020 года. Название альбома Violent Pop созвучно с самоназванным стилем Blind Channel. Альбом получил множество положительных отзывов музыкальных критиков.
В начале года группа сообщила, что 25 апреля 2020 года в крупнейшем хельсинкском зале The Circus состоится концерт-презентация альбома. В марте Blind Channel объявили о грядущем туре совместно с шведской рок-группой Smash Into Pieces, намеченном на осень 2020 года, а также сообщили об участии на фестивале Qstock 25 июля этого же года. Чуть позже они подтвердили участие в популярном финском фестивале Provinssi. Планы с расписанием грядущих выступлений группы были нарушены из-за ограничений, введённых в связи с борьбой с COVID-19, получившим к тому времени масштабное распространение. В связи с этими ограничениями Blind Channel сначала были вынуждены уменьшить количество билетов на свой крупнейший концерт в Хельсинки до 500 штук, а затем и вовсе перенести место его проведения в хельсинкский зал Telakka на 6 февраля 2021 года.
3 апреля 2020 года группы выпустила видеоклип на песню «Died Enough For You» Архивная копия от 9 января 2022 на Wayback Machine.
22 мая 2020 года Blind Channel представили последний на данный момент сингл с третьего альбома. Для этого релиза была выбрана песня «Gun», а в трек-лист также была включена официальная акустическая версия «Died Enough For You».
30 мая 2020 года состоялось первое выступление Blind Channel со времени введения ограничений по организации массовых мероприятий. Выступление прошло в родном городе группы Оулу в баре 45 Special и транслировалось бесплатно для всех желающих.
3 июля этого же года Blind Channel представили новый кавер, на этот раз на популярную песню «Left Outside Alone» поп-певицы Anastacia. По словам музыкантов, песня «Left Outside Alone» — это одна из их общих любимых песен детства. Они случайно услышали её вновь в плейлисте «Best of 00s» и задались целью сделать свой уникальный кавер. Запись песни и съёмки, которые впоследствии были смонтированы в видеоклип, проводились в студии Sonic Pump в Хельсинки.
В октябре 2020 Blind Channel объявили об изменении состава группы: к коллективу присоединился Алекс Маттсон, до этого уже работавший с группой над песней «Timebomb». Как участник Blind Channel Алекс решил не использовать свой псевдоним и в состав группы он вошёл под настоящим именем Алекси Каунисвеси, занимаясь авторством песен, продюсерским делом, семплами и перкуссией.

### Dark Side и Евровидение (2021)
В середине января 2021 года стало известно, что Blind Channel стали одними из 7 участников в финском конкурсе Uuden Musiikin Kilpailu (UMK), победитель которого будет представлять страну на «Евровидение-2021». Песня «Dark Side» была представлена 21 января и была сопровождена лирик-видео. Песня за первые же сутки вырвалась в лидеры, заполучив больше всего одобрения как от слушателей в Финляндии, так и за рубежом, за что Blind Channel назвали «тёмной лошадкой» среди остальных конкурсантов.
20 февраля состоялся финал конкурса UMK, на котором Финляндия выбрала своего представителя на «Евровидении» в этом году. Blind Channel одержали победу, набрав 551 балл (из которых 72 им было присвоено международным голосованием судей). Таким образом, стало известно, что Blind Channel представят Финляндию на Евровидение в Роттердаме в мае этого года. В начале марта сингл «Dark Side» получил золотой статус. Через два месяца, 2 мая, сингл также стал трижды платиновым на территории Финляндии, в то время как синглу Left Outside Alone был присвоен золотой статус.
19 мая, за день до выступления во втором полуфинале «Евровидения», Blind Channel сообщили о том, что подписали международный контракт с лейблами Century Media Records/Sony Music. По итогам второго полуфинала Евровидения, состоявшегося 20 мая, Blind Channel вошли в десятку стран, что прошли в финал. Также тем вечером также стало известно, что в финале они выступят под номером 16. В финале Евровидения Финляндия заняла 6 место, набрав в общей сумме 301 балл.
Летом 2021 года Blind Channel удалось организовать несколько выступлений в Финляндии в рамках тура, получившего название Live On The Dark Side. С учётом необходимости соблюдения всех санитарных ограничений, группа смогла выступить только на открытых площадках фестивалей родной страны и не получила возможности выехать за границу. В июле стало известно о съёмках видеоклипа для нового сингла, а уже в начале августа группа сообщила, что он получил название «Balboa» в честь киногероя Рокки Бальбоа, роль которого была исполнена в череде фильмов Сильвестром Сталлоне. Официальный релиз сингла состоялся 13 августа и в тот же день был сопровождён видеоклипом, съёмки которого проходили в Таллине.
В начале ноября 2021 года Blind Channel начали продвижение нового сингла, опубликовав на своём канале тизер под названием «National Heroes». Позже стало известно, что он описывает тематику грядущего релиза и является полноценным треком с грядущего альбома и также является полноценным треком с альбома. Сам сингл, носящий название «We Are No Saints» вышел 12 ноября. В своём интервью Blind Channel заявили, что после успешного участия в Евровидении многие пытались сделать их теми, кем они, на самом деле, не являлись: лучшими образцами для подражания, национальными героями. Они же, в свою очередь, стремились сохранить возможность как творческой, так и личностной свободы и выразить свою позицию по этому поводу. В тот же день было выпущено музыкальное видео на эту песню, съёмки которого проходили летом того же года в Финляндии при участии финской съёмочной команды.

### Lifestyles of the Sick & Dangerous (2021-2023)
В конце января 2022 года Blind Channel объявили о том, что их четвёртый альбом, получивший название Lifestyles of the Sick & Dangerous, выйдет 8 июля 2022 года. В феврале стало известно, что Blind Channel выступят на финском отборочном конкурсе UMK22, чтобы презентовать новую песню. 25 февраля вышел новый сингл, получивший название Bad Idea. Сингл сопровождался видеоклипом, съёмки которого проходили летом 2021 года в Таллине, Эстония.
В начале марта Blind Channel отправились в свой первый тур по Америке в качестве разогрева американской рок-группы From Ashes To New в их туре Still Panicking. В этом туре группа провела почти полтора месяца, а также устроила один сольный концерт в Нью-Йорке, который состоялся 11 апреля. После этого Blind Channel отправились в тур с немецкой рок-группой Electric Callboy в рамках их тура Hypa Hypa по городам Европы.
5 мая Blind Channel опубликовали альтернативный видеоклип на песню «Bad Idea». Его группа сняла задолго до того, как приступила к созданию официального релиза, но сначала решила не выкладывать на просторы YouTube. Съёмки видеоклипа проходили в Таллине, Эстония.
6 мая в Финляндии состоялась очередная церемония награждения Emma Gaala, где Blind Channel не только выиграли четыре заявленные номинации, такие как «Рок-группа года», «Экспорт года», «Песня года» и «Группа года», но получили и две дополнительные — «Самая прослушиваемая песня» и «Артист года».
1 июня было объявлено, что 29 декабря Blind Channel выступят в Helsinki Ice Hall — одной из самых больших площадок в Финляндии. Изначально к покупке были доступны только билеты на зону Black Вox, вмещающую 3000 человек, но, после её солд-аута, 28 июля группа объявила об открытии продаж всех доступных мест площадки.
9 июня Blind Сhannel выпустили новый сингл «Don't Fix Me», который стал последним синглом выпущенным перед релизом четвёртого альбома. Помимо самого трека вышел и клип, кадры для которого были сняты весной во время тура по Европе совместно с Electric Callboy. По словам Blind Channel, в видео группа стремилась поделиться атмосферой своих выступлений, показать поклонникам немного турового закулисья, а также «сохранить что-то на память об этом времени». Сингл продолжил тему сломленности, которая будет подниматься во всём грядущем альбоме.  Эту песню группа также исполнила до официального релиза на фестивале YleXPop 2022, который прошёл 4 июня в Ювяскюля, Финляндия.
20 июня Blind Channel объявили, что попадут на обложку одного из ведущих мировых альт-рок журналов Rock Sound. Июльский выпуск сопровождался 36 страницами интервью с группой, эксклюзивными фотографиями, а также мерч-футболкой от самого журнала.
Тем временем аудиторию группы готовили к релизу нового альбома. В сети стали появляться рецензии на пластинку от различных музыкальных изданий. Пресса была довольна предстоящим релизом, тем самым ещё больше поддразнивая любопытство слушателей. По итогу, крупные финские издания, такие как Kaaoszine и Soundi, положительно оценили альбом. Также пластинка получила восторженные отзывы от европейских и американских музыкальных журналов и порталов, например Distorted Sound - 8/10, однако были и негативные рецензии, например от редакций немецкого Metal Hammer 1.5/7, и Kerrang! — 3/5.
В социальных сетях группы активно публиковался промо-материал, акцент был сделан на трек «Alive or Only Burning», для которого были сняли несколько видеороликов в формате 9:16.
Релиз альбома «Lifestyles of the Sick & Dangerous» состоялся 8 июля. За 24 часа альбом набрал около 300 000 прослушиваний в Spotify, а через пять дней они достигли отметки в 1 миллион. Чуть позже стало известно, что сингл «Dark Side» стал трижды платиновым, а сингл «Balboа» впервые получил золото. Обе композиции вошли в трек-лист альбома.
Альбом продолжительное время держался в чартах Финляндии, а 17 июля он добрался до первого места, где группа сумела перегнать по прослушиваниям даже новый альбом английского исполнителя Гарри Стайлса. Также альбом дебютировал в немецких чартах на 15 месте 15 июля, а 23 июня оказался на 22 месте в «Tор 50 - Suomi» (Spotify).

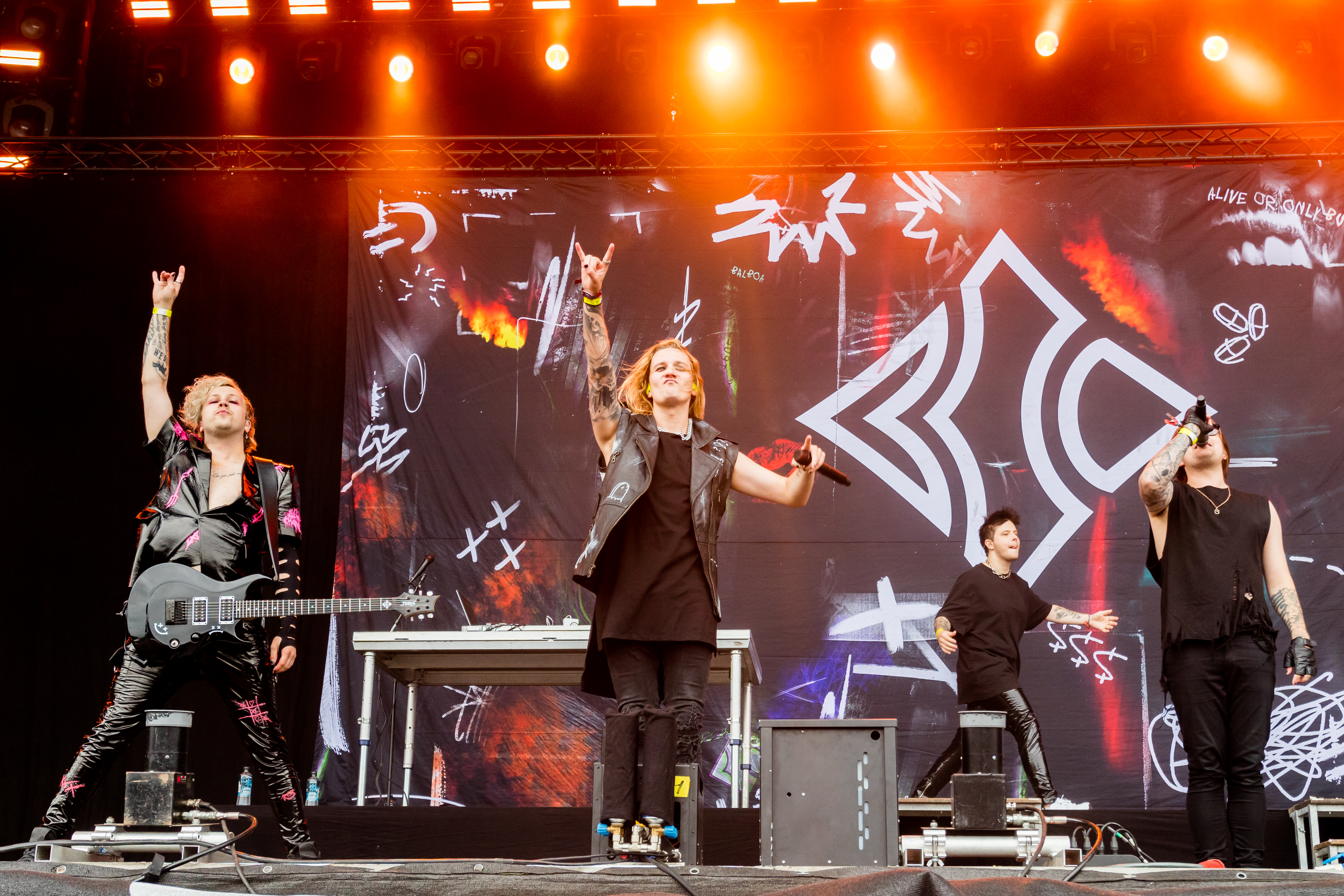
Blind Channel на Wacken Open Air в 2022 году.

Тем временем Blind Channel продолжили фестивальный сезон, и выступили на сценах фестивалей EXIT (Сербия), Sony Music Summer Fest 2022 (Финляндия), Qstock (Финляндия), High Five Summer Fest (Швеция), Knotfest Finland и других. 5 августа Blind Channel выступили на немецком фестивале Wacken Open Air, спустя 8 лет после своего появления там благодаря конкурсу Wacken Metal Battle в 2014 году.
Во второй половине августа 2022 года группа отправилась в Германию, чтобы начать подготовку к первому европейскому хедлайн-туру. Помимо работы на новой студии, 28 августа Blind Channel впервые выступили на национальном телевидении Германии на передаче ZDF-Fernsehgarten.
С 31 августа начался европейский хедлайн-тур совместно с финской метал-группой Lost Society на разогреве и немецко-австрийской группой Oceans в качестве специального гостя. Сет-лист тура состоял из песен альбомов «Lifestyles of the Sick & Dangerous», «Violent Pop», а также треков «Left Outside Alone», «Unforgiving» и кавера на Limp Bizkit — «Rollin'». Во время тура стало известно, что Blind Channel получили премию MPA Finland в номинации Экспорт года.
9 сентября вышла фит-версия ранее опубликованной на альбоме «Lifestyles of the Sick & Dangerous» — «Alive or Only Burning» с американским рэпкор исполнителем Zero 9:36.
13 сентября компания RH-Entertainment Oy опубликовала список дополнительных дат Sick & Dangerous Tour, только уже в Финляндии. Там также были уже объявленные выступления в Helsinki Ice Hall и на пароме Baltic Princess. В октябре Blind Channel объявили, что во время финских выступлений на разогреве будет Артту Линдеман, ныне исполняющий в жанре ню-метала, ранее рэпер и блогер. Он также активно сотрудничал с Алексом Маттсоном в 2017 году.
5 ноября Sony Music Japan объявили, что 21 декабря выйдет дебютный для Blind Channel в Японии альбом «Lifestyles of the Sick & Dangerous». Японская физическая версия отличалась от западной тем, что к списку песен добавится ещё одна — фит-версия «Alive Or Only Burning» c Zero 9:36, а также будет изменена обложка альбома. В день выхода этот релиз также оценил один из выдающихся людей поп-культуры Японии — геймдизайнер Хидэо Кодзима.
Сразу после основной части Sick & Dangerous Tour Blind Channel отправились в Лондон, чтобы поработать над новым альбомом. Там они сотрудничали с Дэном Ланкастером, который занимался микшированием Lifestyles of the Sick & Dangerous, и RØRY, с которой у Алекса Маттсона уже был выпущен фит ещё в 2018-м году.
10 ноября появились новости о том, что компания RH Entertainment, которая занималась организацией финских концертов в рамках Sick & Dangerous Tour (кроме круиза, который лежал на ответственности другой компании), обанкротилась. Уже в начале декабря группа объявила, что концерты в Хельсинкском ледовом дворце и в Тампере состоятся, остальные же — были отменены. Новым промоутером шоу стали Warner Music Live.
11 ноября Blind Channel объявили о новом европейском туре, где они выступали в качестве разогрева у американской группы I Prevail, а 16 ноября группа объявила скандинавские концерты в Дании, Швеции и Норвегии, прежде чем поехать в масштабный тур по остальной Европе. Также, 28 ноября группа объявила о ещё одном туре, но уже американском и на разогреве у итальянской метал-группы Lacuna Coil.
2 декабря вышел deathstep-ремикс «Alive or Only Burning» от INHUMAN, а 23 декабря, после продолжительной рабочей поездки группы в Америку, сонграйтер Алекси выпустил свой собственный ремикс на трек «Bad Idea». Это был первый за долгое время раз, когда проект Alex Mattson ожил, пусть и посредством ремикса.
3 февраля Blind Channel вновь посетили Emma Gaala. В этом году коллектив не боролся за награды, так как по правилам премии, победители прошлого года не могут номинироваться вновь. Группа была приглашена в качестве глашатаев, и, воспользовавшись моментом, объявила о скором релизе. Нико и Йоэл вышли первыми вручающими во время основной части гала-концерта с наградой за «Лучшего исполнителя года». В этой номинации победила финская поп-певица BESS.

### EXIT EMOTIONS (2023-...)

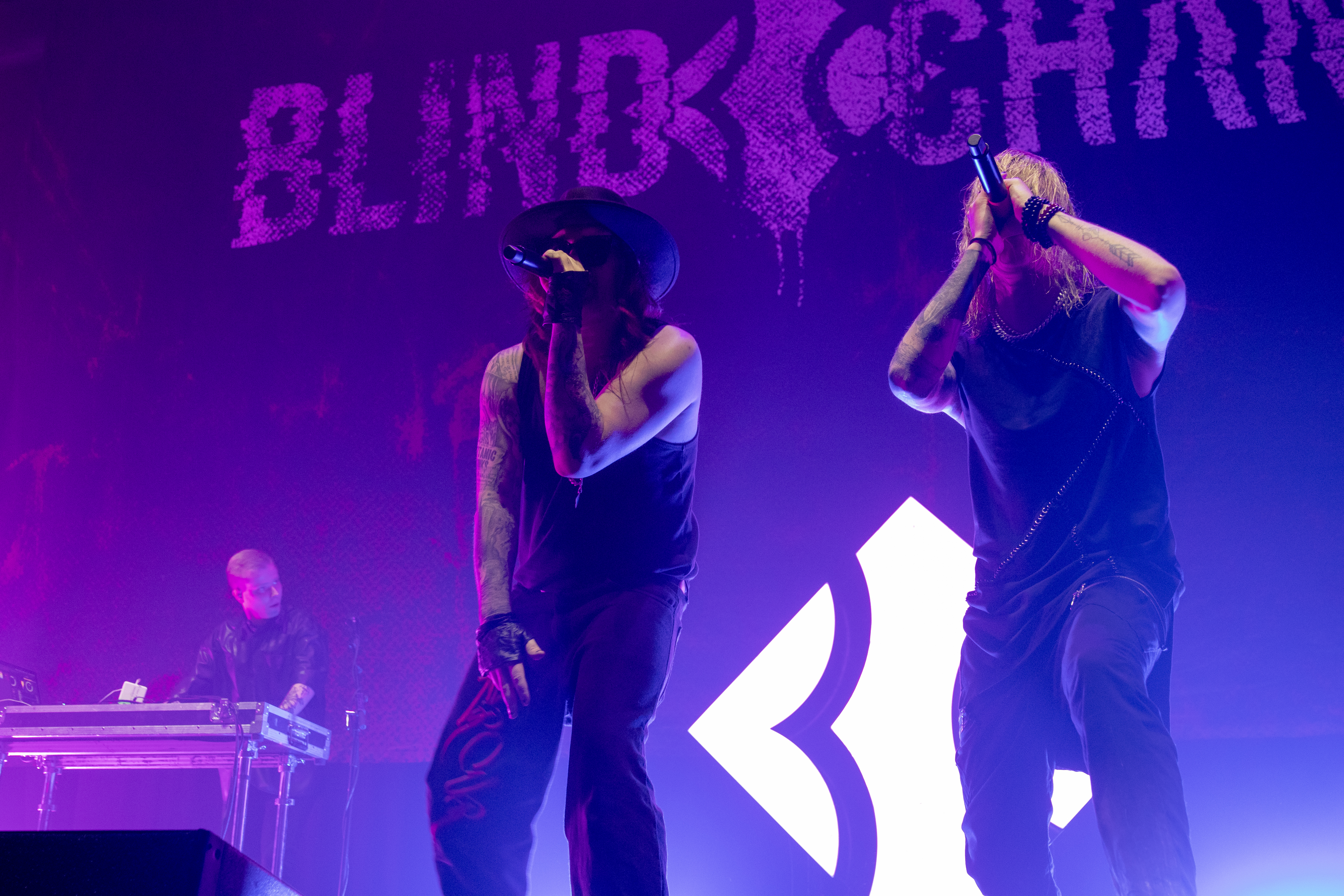
Blind Channel в Rockhal в мае 2023 года.

17 февраля появился анонс нового сингла и первого на пятом альбоме — «FLATLINЕ». 21 февраля прошёл секретный мини-концерт в клубе Tavastia, где помимо своих популярных треков Blind Channel исполнили и новый сингл. Его релиз состоялся 24 февраля и сопровождался особой хореографией. В этот же день состоялась и премьера клипа, снятого эстонской компанией Vita Pictura. Известно, что в записи трека также поучаствовал берлинский дуэт BLYNE. Как заявила группа, FLATLINE является началом новой эры, которую вокалист Нико Мойланен назвал «Chapter 5».
Также в феврале Blind Channel объявили о том, что уже во второй раз поедут в европейский тур с Electric Callboy и внесли ранее объявленные три концерта в Скандинавии в список выступлений в рамках своего хедлайн-тура FLATLINE TOUR 2023 с Eyes Wide Open и VENUES на разогреве. Однако, во время концерта в Швеции Eyes Wide Open была заменена на Those Without по причине болезни одного из участников первой группы. Таким образом на весенний период у группы были запланированы целых три тура, два из которых шли параллельно друг другу.
12 мая вышел новый сингл Blind Channel — «HAPPY DOOMSDAY». Премьера этого трека также состоялась и на лидирующем рок-радио Соединённых Штатов SiriusXM Octane. В этот же день вышел и клип, снятый Vita Pictura, а 25 мая состоялась премьера клипа на японском подразделении Sony Music с японскими субтитрами.
15 мая группа объявила полный список летних фестивалей, в которых будет принимать участие. Среди них были такие фестивали, как Sofia Solid (Болгария), Nova Rock (Австрия), Download (Великобритания), Graspop (Бельгия) и другие.
17 июня Blind Channel встретились с американской певицей Anastacia, с которой они сняли видео, где вокалист Йоэл и гитарист Йоонас вместе с ней исполнили песню «Left Outside Alone», кавер на которую группа выпустила в 2020 году. Инициатором встречи была сама певица, она предложила парням встретиться на финском фестивале Radio Nova. На встрече она отметила вклад рок-жанра в развитие мировой музыки.
23 июня вышел очередной неожиданный сингл, но в этот раз фит-трек с канадским метал-инфлюэнсером Nik Nocturnal — «Lost & Bleeding». История создания трека заключалась в TikTok-канале Ника, на котором есть рубрика, где он показывает лайфхаки, как за полминуты можно сыграть в стиле той или иной группы. Так Йоэл вышел на него посредством ролика «How to Linkin Park in 30 seconds» и предложил записать вокал для полной версии песни. Бо́льшая часть процесса записи полной версии проходила во время стрима на Twitch-канале Ника, а вокал Нико и Йоэл записывали уже у себя в студии. Так появился оригинальный трек в духе ранних Linkin Park и вокалом Blind Channel.
11 августа, во время выступления на фестивале Särkänniemi, стало известно, что сингл «Bad Idea» и альбом  «Lifestyles of the Sick & Dangerous» получили золотой статус в Финляндии.
13 августа в сеть попал отрывок нового сингла, который получил название «DEADZONE». Немногим позднее группа выложила два видео-ролика с анонсом выхода одноимённого клипа. Видеоряд роликов были сняты по мотивам клипов мировых хитов финских музыкантов: Darude - Sandstrom и Bomfunk MС's - Freestyler. Релиз сингла состоялся 24 августа, в записи трека участвовал американский продюсер и автор песен Джонни Эндрюс. а 25 августа группа опубликовала видеоклип, снятый немецкой командой Schillo Brothers, одним из основателей которой является Паскаль Шилло, гитарист группы Electric Callboy. По словам Blind Channel, сюжет клипа посвящён той самой вечеринке, на которой познакомились участники группы. В короткое время сингл «DEADZONE» получил ротацию на нескольких крупных американских и европейских рок-радио, а также вошёл в топ-20 чарта Billboard Mainstream Rock AirPlay .
12 сентября Blind Channel объявили о своём участии в американском туре группы The HU, который состоялся с 9 по 26 октября. 20 сентября группа объявила о новом концерте группы в Nokia Arena, Тампере 27 апреля 2024 года, который станет самым масштабным концертом в истории группы. Помимо этого, 27 сентября группа анонсировала европейский тур EXIT EMOTIONS, приуроченный к выходу одноимённого альбома, запланированный на весну 2024 года. В качестве специальных гостей заявлены немецкий метал-исполнитель GHØSTKID и финская рок-группа rock band from hell .
В ноябре 2023 года был анонсирован line-up американского фестиваля Welcome To Rockville, в который попали и Blind Channel.Позднее, 4 декабря стало известно об участии в ещё одном фестивале Sonic Temple. 27 ноября группа анонсировала новый сингл, который получил название «DIE ANOTHER DAY». Сингл вышел 1 декабря в соавторстве с британской певицей RØRY. В день релиза также был опубликован и клип, снятый в технике one-shot. Съёмка проходила в Хельсинки.
За шесть дней до релиза пятого альбома EXIT EMOTIONS, 25 февраля 2024 года, Blind Channel анонсировали сингл «XOXO», в котором приняли участие американская ню-метал группа From Ashes To New . Премьера трека состоялась 28 февраля.
27 февраля стало известно об участии Blind Channel в туре американской группы P.O.D. I GOT THAT TOUR 2024 в качестве специальных гостей. Тур состоится в апреле-мае 2024 года. Вместе с Blind Channel в туре заявлены такие артисты как Bad Wolves и Norma Jean.
Перед выходом альбома традиционно стали выпускаться рецензии на грядущий релиз, и, по сравнению с четвёртым альбомом Lifestyles Of The Sick & Dangerous, пластинка получила больше положительных отзывов от таких изданий, как Distorted Sound (9/10), Kaaoszine (4.5/5), Kerrang! (4/5), однако некоторые издания, как например Metal Hammer (3/5) оставили и более нейтральные отзывы.
1 марта 2024 года состоялся релиз альбома EXIT EMOTIONS. Работа над альбомом началась сразу после выхода четвёртой пластинки, а сам материал содержит различные наработки от 2018 года. Запись альбома проходила в Лос-Анджелесе, Берлине, Лондоне, Хельсинки и Оулу при участии таких авторов, как Джонни Эндрюс, Дэн Ланкастер, Роксанна Емери (RØRY), Оскар Нейдхардт, Джейсон Батлер (Fever 333). Концепция альбома, по словам солиста Нико Мойланена, отражена в самом названии - слушателям предлагается оторваться от реальности и выплеснуть негативные эмоции.
13 сентября 2024 года группа выпустила песню и клип на песню Everybody американской группы Backstreet Boys. В тот же день вышел клип, который стал компиляцией кадров из жизни группы разных лет.
7 октября 2024 года Blind Channel объявили о том, что с начала 2025 года группа уходит на бессрочный перерыв. Причиной перерыва группа назвала сильную усталость от регулярных поездок и постоянной работы. 
В этот же день был анонсирован документальный фильм "Blind Channel: After Dark Side", состоящий из 5 серий. В фильме собраны кадры из разных периодов деятельности группы, но большая их часть - 2022-2023 год, которые, по словам участников Blind Channel, были самыми сложными.
20 декабря альбом Exit Emotions был номинирован на "Рок-альбом года" финской премии Emma Gaala. 8 марта 2025 года группа одержала победу в номинации.
26 апреля 2025 года в социальных сетях группы и вокалиста Йоэла Хокка было опубликовано объявление о том, что Йоэл Хокка покидает коллектив. Причинами его ухода называются проблемы со здоровьем у вокалиста, а также смена творческих подходов у обеих сторон.

## Музыкальное влияние
Самоназвание музыкального стиля Violent Pop было придумано Нико Мойланеном, так же как название группы и её логотип. По словам участников группы, Violent Pop является жанровым объединением многих музыкальных стилей, начиная от действительно тяжёлой музыки до мелодичных лёгких песен. На протяжении всей творческой деятельности Blind Channel комбинируют различные музыкальные составляющие, объясняя это тем, что они как создатели стиля Violent Pop сами могут выбирать его звучание.
На творчество Blind Channel в первую очередь повлияли такие коллективы, как Enter Shikari, 30 Seconds to Mars и Linkin Park. Так же, как и в Linkin Park, у Blind Channel имеются два вокалиста, один из которых исполняет рэп-партии.
Управляющий лейблом Ranka Kustannus и основатель студии Spinefarm Records Рику Пяяккёнен в одном из своих интервью заметил, что в Финляндии много перспективных рок-групп, и Blind Channel стоят на передовой позиции, возвращая рок-музыку к ведущему направлению.

## Состав
Текущий состав
- Нико Мойланен — вокал
- Йоонас Порко — гитара, бэк-вокал
- Олли Матела — бас-гитара
- Томми Лалли — ударные
- Алекси Каунисвеси — семплы, перкуссия

Бывшие участники
- Йоэл Хокка — вокал, гитара (2013-2025)

## Дискография

#### Альбомы
1. Revolutions (01.10.2016)
2. Blood Brothers (20.04.2018)
3. Violent Pop (06.03.2020)
4. Lifestyles of the Sick & Dangerous (08.07.2022)
5. EXIT EMOTIONS (01.03.2024)

#### Мини-альбомы
- Foreshadow (23.06.2015)

#### Синглы
- Save Me (05.09.2013)
- Antipode (21.03.2014)
  - Naysayers
  - Calling Out
- Unforgiving (12.06.2015)
- Don’t (25.09.2015)
- Darker Than Black (19.02.2016)
- Deja Fu (22.06.2016)
- Enemy For Me (16.09.2016)
- Can’t Hold Us (03.03.2017)
- Alone Against All (07.04.2017)
- Sharks Love Blood (29.09.2017)
- Wolfpack (19.01.2018)
- Out of Town (29.03.2018)
- Over My Dead Body (16.11.2018)
- Timebomb (feat. Alex Mattson) (15.03.2019)
- Snake (Feat. GG6) (07.06.2019)
- Died Enough For You (22.11.2019)
- Fever (03.01.2020)
- Gun (22.05.2020)
- Left Outside Alone (01.07.2020)
- Dark Side (21.01.2021)
- Balboa (13.08.2021)
- We Are No Saints (12.11.2021)
- Bad Idea (25.02.2022)
- Don't Fix Me (09.06.2022)
- Alive or Only Burning (feat. Zero 9:36) (9.09.2022)
- Alive or Only Burning (INHUMAN Remix) (02.12.2022)
- Bad Idea (Alex Mattson remix) (23.12.2022)
- FLATLINE (24.02.2023)
- HAPPY DOOMSDAY (12.05.2023)
- Lost & Bleeding (feat. Nik Nocturnal) (23.06.2023)
- DEADZONE (24.08.2023)
- DIE ANOTHER DAY (feat. RORY) (01.12.2023)
- XOXO (feat. From Ashes To New) (28.02.2024)
- EVERYBODY (13.09.2024)

#### Видеоклипы
- Save Me  Архивная копия от 21 ноября 2020 на Wayback Machine (2013)
- Calling Out  Архивная копия от 22 мая 2021 на Wayback Machine (2014)
- Unforgiving  Архивная копия от 14 января 2021 на Wayback Machine (2015)
- Darker Than Black  Архивная копия от 2 мая 2021 на Wayback Machine (2016)
- Deja Fu  Архивная копия от 6 января 2020 на Wayback Machine (2016)
- Can’t Hold Us (2017)
- Alone Against All  Архивная копия от 4 ноября 2019 на Wayback Machine (2018)
- Out of Town  Архивная копия от 31 января 2021 на Wayback Machine (2018)
- Sharks Love Blood  Архивная копия от 4 ноября 2019 на Wayback Machine (2018)
- My Heart Is A Hurricane  Архивная копия от 3 февраля 2021 на Wayback Machine (2018)
- Over My Dead Body  Архивная копия от 22 марта 2020 на Wayback Machine (2018)
- Snake (Feat. GG6)  Архивная копия от 15 июня 2020 на Wayback Machine (2019)
- Died Enough For You  Архивная копия от 9 января 2022 на Wayback Machine (2020)
- Left Outside Alone  Архивная копия от 30 июля 2020 на Wayback Machine (2020)
- Dark Side  Архивная копия от 23 января 2021 на Wayback Machine (2021)
- Balboa  Архивная копия от 13 августа 2021 на Wayback Machine (2021)
- National Heroes  Архивная копия от 13 ноября 2021 на Wayback Machine (2021)
- We Are No Saints  Архивная копия от 13 ноября 2021 на Wayback Machine (2021)
- Bad Idea  Архивная копия от 27 февраля 2022 на Wayback Machine (2022)
- Bad Idea (Alternative Video)  (2022)
- Don't Fix Me  (2022)
- Alive or Only Burning (INHUMAN Remix)  (2022)
- FLATLINE  (2023)
- HAPPY DOOMSDAY  (2023)
- DEADZONE (2023)
- DIE ANOTHER DAY (feat. RORY)  (2023)
- WHERE'S THE EXIT (2024)
- EVERYBODY (2024)